# توساکویلو
توساکویلو (به اسپانیایی: Teusaquillo) یک منطقهٔ مسکونی در کلمبیا است که در بوگوتا واقع شده‌است. توساکویلو ۱۴٫۱۹ کیلومتر مربع مساحت و ۱۳۹٬۲۹۸ نفر جمعیت دارد و ۲٬۶۰۰ متر بالاتر از سطح دریا واقع شده‌است.